# Ансамбл Ренесанс
Ансамбл „Ренесанс” је по старости други ансамбл за рану музику са простора бивше Југославије, основан 1969. године у Београд. Репертоар ансамбла обухвата музику из периода средњег века, ренесансе и барока коју изводи на копијама оригиналних инструмената из наведених епоха.

## Историја
Основан 1969. године у Београду, ансамбл Ренесанс представља по старости други ансамбл за рану и традиционалну музику не само на подручју бивше Југославије, него и у читавој југоисточној Европи  (први је био Musica rediviva, основан у Сарајеву 1967. у саставу Бојан Бујић, Милица Зечевић-Осипов и Иван Калцина). Оснивачи ансамбла, Миомир Ристић, Драган Млађеновић и Љубомир Димитријевић, озвучили су партитуре ране музике које је Драган Млађеновић-Шекспир донео из Прага на њихову прву пробу, као и историјске инструменте из Беча. У сарадњи са колегиницама Душицом Обрадовић и Иском Узелац, први пут наступају пред публиком на целовечерњем концерту 14.јануара 1970. године у београдској Галерији фресака. Током четрдесет година постојања, Ансамбл је одржао више од 3000 концерата широм Европе: по шест у Француској и Италији, седам у Шпанији, четири у Немачкој, по три у Бугарској и Румунији и по један у Финској, Португалији, Кипру, Грчкој, Белгији, Холандији, Русији, Мађарској, Чехословачкој и Шведској, на Средњем истоку у Сирији, у северној Африци у Алжиру и на Јадрану током летњих турнеја у периоду од 1982 до 1988. године.

## Музички опус
Специфични уметнички пројекти Ансамбла су византијске и старе српске песме, музика старог Јадрана, Карневал у Венецији, музика Бокачовог времена и ренесансне Италије, Ренесансни Париз, Музика тргова и улица, Музика Шекспировог позоришта, Љубавне песме и игре крсташа, Баладе трубадура и трувера.

## Дискографија
Дискографија ансамбла Ренесанс je веома богата и разноврсна. Ансамбл је од 1980. године љубитељима ране музике у земљи и иностранству представио следећа дискографска остварења:
- "Музика старе Србије" (LP и CD) (1983); "Музика старог Јадрана" (LP) (1983); "Највећи хитови" (LP и аудио-касета) (1985); "Mon amy" (LP) (1987); "Hommage а Gatoig" (LP и аудио-касета) (1989); "Видовдан" (аудио-касета) (1989); "Стара српска музика" (видео и аудио-касета) (1991)
- Издања приређена у Шпанији: "Првих седам година" (1969—1976), (аудио-касета); "Ренесанс у Барселони" (аудио-касета) (1993); "Бисери средњевековне музике" (CD) (1993)
- Издања приређена у Немачкој: "Пут Марка Пола" (CD) (1993); "Пут у Јерусалим" (CD) (1995); "Антологија" (дупли CD) (1997); "Пут у Далмацију" (CD) (1999); "Корени Балкана" (CD) (2002)
- Самостална издања: "Првих петнаест година" (1969—1984) (CD); "Клод ле Жен: Шансоне" (CD) снимак с БЕМУС-а (1998); Франческа Качини: опера "Ослобођење Руђера" (CD) снимак с БЕМУС-а (2003); "Музичке шале са тетка Нином" (CD), највећи хитови 20. века (2001).

Ансамбл Ренесанс je остварио и низ пројеката који се односе на музику за филм: "Наивко" 1975, "Бештије" 1977, (награда за музику у Пули), "Доротеј" 1980, "Сеобе" 1988, "Косовски бој" 1989. Учествовао је и снимању музике за ТВ серије и радио драме.
Значајну активност представља и учешће ансамбла Ренесанс у позоришним представама од којих су најзначајније: "Сан летње ноћи", "Ричард III", "Богојављенска ноћ", "Тројанке" и "Живот је сан“.
CD "Пут Марка Пола" два месеца је био на врху топ-листе класичних дискографских издања у СР Немачкој (часопис "ФОНО", мај 1993).

## Концерти
Из великог броја концерата, издваја се:
- 1981. Кипар - Културни догађај сезоне; Од времена када је основан (1969), ансамбл Ренесанс ce развио у врхунски југословенски музички ансамбл ("Кипарски недељник");
- 1983. Охридско лето, Сплит, Стариград, Хвар, Дубровачке летње игре, Херцег Нови, Ријека, Крк, Ровињ, Пазин, Пореч, Сењ...;
- 1984. Загреб - Публика није хтјела из дворане (“Вјесник", јануар), Бон - Велики аплауз за све! ("Бонски преглед", мај), Рим, Париз, Грац (Аустрија);
- 1985. Лисабон (Португалија), Рим, Панонски фестивал ране музике у Мађарској - Сви су апостоли византијске и српске музике;
- 1986. Дубровачке летње игре, Намир - општина Белград (Белгија), Врхунски концерт (Анаба - Алжир, јул), Берлински фестивал (Источна Немачка), Печуј (Мађарска) и Бахово удружење у Лајпцигу;
- 1987. Кошице и Банска Бистрица (Словачка), Париз, Клемон - Феран, Лион, Стразбур (Француска), "750 година града Берлина";
- 1988. Задар, Хвар, Фестивал Риге од Фере у Атини;
- 1989. Сарајевска зима - Овај најстарији и сигурно најквалитетнији састав те врсте обиљежава ове године двије деценије плодног и успјешног рада. Довољно је осврнути се унатраг, те покушати сажети резултате њиховог дјеловања. Тада чак и комплименти “плодно“ и “успјешно“ звуче сасвим скромно. ("Ослобођење", фебруар), "600. Видовдан" по Србији, Варненско лето (Бугарска), Париз;
- 1990. Палермо (Италија), Три века српских сеоба" по Србији;
- 1991. Билбао - Концерт године ("Шпанска пошта", август), Сестао, Љодио и Паленсија у покрајини Баскија, Будва;
- 1992. Кипар - Ренесанс на острву љубави ("Експрес", мај), Свети Стефан;
- 1993. Барселона - Овације Ренесансу ("Борба", децембар), Паленсија (Шпанија), Реус, Кантељас, Ђирона, Тарагона, Тераса и Ла Флореста у покрајини Каталонија;
- 1994. Барселона - Састав великог и признатог угледа и изузетног квалитета (Базилика Санта Марија дел Map, децембар), турнеја у Каталонији;
- 1995. покрајина Естрамадура (Шпанија): Мерида, Бадахос, Касерес;
- 1998. СР Немачка, Фестивал ране музике у Штутгарту, Келн, Вупертал, Бон;
- 1999. Ден Хаг (Холандија), отварање изложбе "Хиландар"; Будимпешта, концерт у дворани Академије "Франц Лист"; Солун, концерти за Трећи канал Грчке телевизије;
- 2000. Дани српске музике у Петрограду; Фестивал "Крај мора" у Солуну; златна плакета за најуспешнији концерт на Медитеранском фестивал у Барију;
- 2002. Софија и Варна (Бугарска);
- 2004. Париз, Стразбур и Лион (Француска).

## Чланови ансамбла
- Дарко Карајић
- Војка Ђорђевић
- Миомир Ристић
- Драган Млађеновић
- Љубомир Димитријевић
- Жорж Грујић
- Зоран Костадиновић
- Вељко Николић